# 荒川恒男
荒川 恒男（あらかわ つねお、1949年4月14日 - 2003年10月3日）は日本の数学者。東京都出身専門は整数論、特に多重ゼータ値の研究で知られる。

## 経歴
- 1975年、東京大学大学院理学系研究科卒業。[2]
- 1982年、「ジーゲル保型形式に対応するディリクレ級数」で東大・理学博士。
- 1986年、立教大学助教授。
- 1993年、立教大学教授[3]。

## 共著
- 『ベルヌーイ数とゼータ関数』伊吹山知義, 金子昌信共著. 牧野書店, 2001.7
- 『ベルヌーイ数とゼータ関数 新装版: 整数論の風景』伊吹山知義, 金子昌信共著. 共立出版, 2022.10